# Rambaldo VIII di Collalto

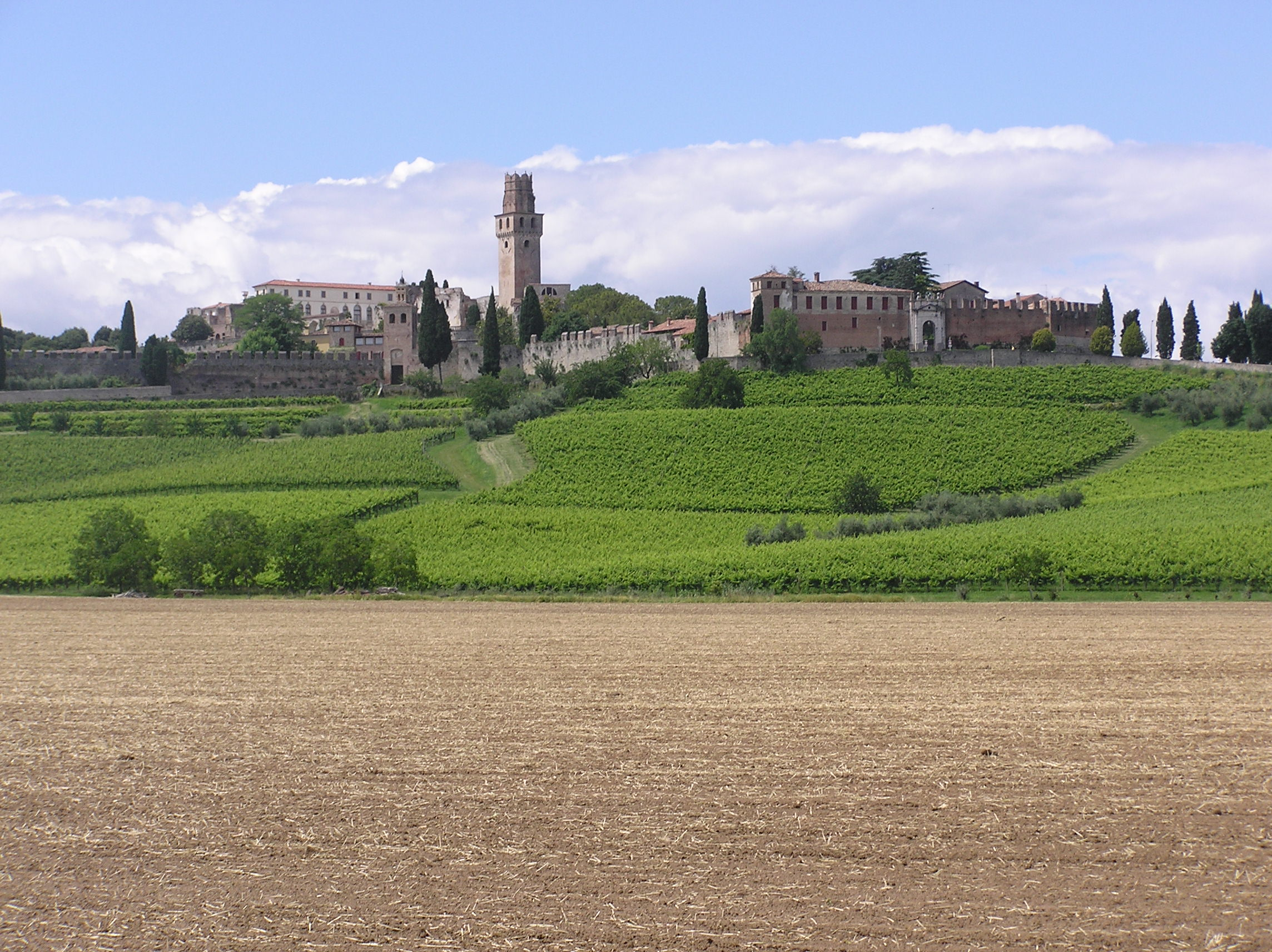
Castello di San Salvatore

Rambaldo VIII di Collalto (Collalto, ... – 1325 circa) è stata una nobile feudatario italiano.

## Biografia
Membro illustre della famiglia Collalto, era figlio di Ensedisio IV e di Fiordelisia da Carrara e fu conte di Treviso, Collalto e San Salvatore.
Agli inizi del XIV secolo edificò il castello di San Salvatore ed un maestoso palazzo sulle terre alle quali l'imperatore Arrigo VII concesse piena giurisdizione. e che divenne sede della sua corte. Nel 1306 ottenne dalla Serenissima la cittadinanza ed il patriziato veneto. Fu capitano generale di Treviso nel 1312. Venne creato marchese di Ancona dall'amico Niccolò Boccassini, futuro papa Benedetto XI.
Morì nel 1325 e venne sepolto nel mausoleo di famiglia nella chiesa di San Salvatore a Susegana.

## Discendenza[6]
Rambaldo sposò in prime nozze Costanda de' Guiditti dalla quale ebbe due figli:
- Manfredo (?-1321), vescovo di Feltre e Belluno
- Guidotto, conte di Treviso

Sposò in seconde nozze Chiara (Gaia) da Camino, al fine di riappacificare le due famiglie sempre in lotta, dalla quale ebbe cinque figli:
- Tolberto I (?-1348), conte di Treviso
- Gerardo I (?-1334), conte di Treviso e Soligo
- Roberto IV, conte di Treviso, podestà di Belluno e di Treviso
- Schinella V, conte di Treviso
- Elisa (?-1380)